# Galerita perrieri
Galerita (Galerita) perrieri – gatunek chrząszcza z rodziny biegaczowatych, podrodziny Dryptinae i plemienia Galeritini.

## Taksonomia
Gatunek opisał w 1901 roku Léon Fairmaire pod nazwą Diabena perrieri. Gatunek ten współcześnie zaliczany jest do rodzaju Galerita i podrodzaju Galerita s. str.. W obrębie rodzaju należy do kompleksu perrieri Complex i grupy gatunków perrieri Group, siostrzanej dla africana Group.

## Opis
Na makrorzeźbę pokryw składają się szerokie międzyrzędy, raczej płaskie lub lekko wypukłe. Na mikrorzeźbę pokryw składają się poprzeczne rzędy krótkich guzków, charakterystyczne dla całej grupy perrieri Group.

## Występowanie
Gatunek ten jest endemitem Madagaskaru.